# Priestley Medal
De Priestley Medal is de hoogste onderscheiding die uitgereikt wordt door de American Chemical Society voor wetenschappelijk onderzoek op het gebied van de scheikunde. De prijs, die werd genoemd naar de chemicus Joseph Priestley, werd vanaf 1922 tot 1944 elke drie jaar uitgereikt en sindsdien elk jaar. 

## Prijswinnaars
- 1923: Ira Remsen
- 1926: Edgar F. Smith
- 1929: Francis P. Garvan
- 1932: Charles L. Parsons
- 1935: William A. Noyes
- 1938: Marston T. Bogert
- 1941: Thomas Midgley
- 1944: James Bryant Conant
- 1945: Ian Heilbron
- 1946: Roger Adams
- 1947: Warren K. Lewis
- 1948: Edward R. Weidlein
- 1949: Arthur B. Lamb
- 1950: Charles A. Kraus
- 1951: E. J. Crane
- 1952: Samuel C. Lind
- 1953: Robert Robinson
- 1954: W. Albert Noyes, Jr.
- 1955: Charles A. Thomas
- 1956: Carl S. Marvel
- 1957: Farrington Daniels
- 1958: Ernest H. Volwiler
- 1959: Hermann Irving Schlesinger
- 1960: Wallace R. Brode
- 1961: Louis Plack Hammett
- 1962: Joel H. Hildebrand
- 1963: Peter Debye
- 1964: John C. Bailar, Jr.
- 1965: William J. Sparks
- 1966: William O. Baker
- 1967: Ralph Connor
- 1968: William G. Young

- 1969: Kenneth S. Pitzer
- 1970: Max Tishler
- 1971: Frederick D. Rossini
- 1972: George Bogdan Kistiakowsky
- 1973: Harold C. Urey
- 1974: Paul Flory
- 1975: Henry Eyring
- 1976: George S. Hammond
- 1977: Henry Gilman
- 1978: Melvin Calvin
- 1979: Glenn Theodore Seaborg
- 1980: Milton Harris
- 1981: Herbert Charles Brown
- 1982: Bryce Crawford
- 1983: Robert S. Mulliken
- 1984: Linus Carl Pauling
- 1985: Henry Taube
- 1986: Karl A. Folkers
- 1987: John D. Roberts
- 1988: Frank Westheimer
- 1989: George C. Pimentel
- 1990: Roald Hoffmann
- 1991: Harry Gray
- 1992: Carl Djerassi
- 1993: Robert W. Parry
- 1994: Howard E. Simmons
- 1995: Derek Harold Richard Barton
- 1996: Ernest L. Eliel
- 1997: Mary L. Good
- 1998: F. Albert Cotton
- 1999: Ronald Breslow

- 2000: Darleane C. Hoffman
- 2001: Fred Basolo
- 2002: Allen J. Bard
- 2003: Edwin J. Vandenberg
- 2004: Elias James Corey
- 2005: George A. Olah
- 2006: Paul S. Anderson
- 2007: George Whitesides
- 2008: Gabor A. Somorjai
- 2009: M. Frederick Hawthorne
- 2010: Richard Zare
- 2011: Ahmed H. Zewail
- 2012: Robert S. Langer
- 2013: Peter J. Stang
- 2014: Stephen J. Lippard
- 2015: Jacqueline Barton
- 2016: Mostafa El-Sayed
- 2017: Tobin J. Marks
- 2018: Geraldine L. Richmond
- 2019: Karl Barry Sharpless
- 2020: JoAnne Stubbe
- 2021: Paul Alivisatos
- 2022: Peter Dervan